# Mayet (Sarthe)
Mayet és un municipi francès situat al departament del Sarthe i a la regió de País del Loira. L'any 2007 tenia 3.187 habitants.

## Demografia

### Població
El 2007 la població de fet de Mayet era de 3.187 persones. Hi havia 1.320 famílies de les quals 396 eren unipersonals (151 homes vivint sols i 245 dones vivint soles), 475 parelles sense fills, 372 parelles amb fills i 77 famílies monoparentals amb fills.
La població ha evolucionat segons el següent gràfic:
Habitants censats

### Habitatges
El 2007 hi havia 1.583 habitatges, 1.345 eren l'habitatge principal de la família, 136 eren segones residències i 102 estaven desocupats. 1.467 eren cases i 109 eren apartaments. Dels 1.345 habitatges principals, 984 estaven ocupats pels seus propietaris, 336 estaven llogats i ocupats pels llogaters i 24 estaven cedits a títol gratuït; 12 tenien una cambra, 111 en tenien dues, 297 en tenien tres, 378 en tenien quatre i 547 en tenien cinc o més. 887 habitatges disposaven pel capbaix d'una plaça de pàrquing. A 591 habitatges hi havia un automòbil i a 541 n'hi havia dos o més.

### Piràmide de població
La piràmide de població per edats i sexe el 2009 era:
| Homes | Edats   | Dones |
| ----- | ------- | ----- |
| 4     | 95 o +  | 24    |
| 12    | 90 a 94 | 40    |
| 8     | 85 a 89 | 92    |
| 24    | 80 a 84 | 32    |
| 68    | 75 a 79 | 92    |
| 100   | 70 a 74 | 80    |
| 132   | 65 a 69 | 132   |
| 100   | 60 a 64 | 100   |
| 52    | 55 a 59 | 80    |
| 116   | 50 a 54 | 92    |
| 76    | 45 a 49 | 92    |
| 76    | 40 a 44 | 68    |
| 60    | 35 a 39 | 84    |
| 104   | 30 a 34 | 80    |
| 92    | 25 a 29 | 84    |
| 80    | 20 a 24 | 68    |
| 104   | 15 a 19 | 84    |
| 96    | 10 a 14 | 88    |
| 32    | 5 a 9   | 60    |
| 68    | 0 a 4   | 44    |

## Economia
El 2007 la població en edat de treballar era de 1.769 persones, 1.255 eren actives i 514 eren inactives. De les 1.255 persones actives 1.130 estaven ocupades (616 homes i 514 dones) i 125 estaven aturades (53 homes i 72 dones). De les 514 persones inactives 212 estaven jubilades, 153 estaven estudiant i 149 estaven classificades com a «altres inactius».

### Ingressos
El 2009 a Mayet hi havia 1.346 unitats fiscals que integraven 3.120,5 persones, la mediana anual d'ingressos fiscals per persona era de 16.844 €.

### Activitats econòmiques
Dels 129 establiments que hi havia el 2007, 4 eren d'empreses extractives, 3 d'empreses alimentàries, 2 d'empreses de fabricació de material elèctric, 2 d'empreses de fabricació d'elements pel transport, 10 d'empreses de fabricació d'altres productes industrials, 21 d'empreses de construcció, 29 d'empreses de comerç i reparació d'automòbils, 3 d'empreses de transport, 6 d'empreses d'hostatgeria i restauració, 1 d'una empresa d'informació i comunicació, 7 d'empreses financeres, 6 d'empreses immobiliàries, 10 d'empreses de serveis, 17 d'entitats de l'administració pública i 8 d'empreses classificades com a «altres activitats de serveis».
Dels 43 establiments de servei als particulars que hi havia el 2009, 1 era una gendarmeria, 1 oficina de correu, 5 oficines bancàries, 1 funerària, 4 tallers de reparació d'automòbils i de material agrícola, 1 autoescola, 6 paletes, 5 guixaires pintors, 2 fusteries, 3 lampisteries, 3 electricistes, 4 perruqueries, 1 veterinari, 2 restaurants, 3 agències immobiliàries i 1 saló de bellesa.
Dels 12 establiments comercials que hi havia el 2009, 2 eren supermercats, 1 una gran superfície de material de bricolatge, 1 una botiga de menys de 120 m², 3 fleques, 2 carnisseries, 1 una llibreria, 1 una botiga d'electrodomèstics i 1 una floristeria.
L'any 2000 a Mayet hi havia 73 explotacions agrícoles que ocupaven un total de 2.652 hectàrees.

## Equipaments sanitaris i escolars
El 2009 hi havia 1 farmàcia i 1 ambulància.
El 2009 hi havia 1 escola maternal i 2 escoles elementals. Mayet disposava d'un col·legi d'educació secundària amb 270 alumnes.

## Poblacions més properes
El següent diagrama mostra les poblacions més properes.